# Голодомор в политике

Политическое определение Голодомора по странам:
Признан как геноцид
Признан как акт истребления
Нет определения

Голодомор — название голода на территории Украинской ССР (в границах 1933 года), используемое для интерпретации данного исторического события во внутренней и внешней политике различными странами, политическими структурами и организациями.
События первой половины 1933 года в УССР использовались на Западе в публикациях, заявлениях и акциях антисоветской направленности.
Наиболее активно тема голода на Украине обсуждалась и исследовалась с конца 1970-х — начала 1980-х годов в США и Канаде, где после Второй мировой войны обосновалась значительная часть украинских эмигрантов.
В СССР тема голода на Украине в 1932—1933 годах была поднята в середине «перестройки» — в конце 1980-х годов. С середины 1990-х годов слово «Голодомор» в значении «Голод на Украине в 1932—1933 годах» постепенно вошло в международные документы.
Как среди историков, так и политиков, на данный момент не достигнуто общего мнения в отношении причин, повлёкших за собой голод. Существует точка зрения, согласно которой голод в Украинской ССР первой половины 1933 года был вызван сознательными и целенаправленными действиями советского руководства по подавлению этнических украинцев. Одновременно высказывается мнение, что эти события являлись непредвиденным следствием проведения индустриализации, радикальных экономических реформ и неурожаев в конце 1920-х — начале 1930-х годов в СССР.
В 2006 году Законом Украины «О Голодоморе 1932—1933 гг. на Украине», вслед за рядом правительственных постановлений 2003 года, голод 1932—1933 годов в УССР был официально признан геноцидом украинского народа. В соответствии с буквой этого закона, жертвами «Голодомора» стал не только украинский народ, но и другие народы бывшего СССР.

## Политическая интерпретация
В украинской эмигрантской среде для обозначения голода 1933 года возникает неологизм «голодоморд» и получивший более широкое распространение (с 1986 года, после употребления Иваном Драчом, — и в УССР) вариант «голодомор». Рафаэль Лемкин, автор термина геноцид, в 1953 году определял его как «советский геноцид на Украине». Работы украинской эмиграции, как и наиболее известная западная публикация Роберта Конквеста «Жатва скорби» (1986), основаны на политической интерпретации голода, не получившей, впрочем, даже после раскрытия советских архивов такой широкой базы по сравнению с озвученными ещё в 1933 году в Financial Times экономическими причинами. В политической интерпретации голод часто подается как «спланированный московской властью этнический геноцид для наказания этнических украинцев за их националистические устремления». Этой интерпретации не содержит Закон Украины «О Голодоморе 1932—1933 гг. на Украине» (2006 год), где в преамбуле выражается сочувствие «другим народам бывшего СССР, испытавшим жертвы вследствие Голодомора», а также берутся за основу постановления 2003 года, где «Голодомор признаётся актом геноцида Украинского народа как следствие умышленных действий тоталитарного репрессивного сталинского режима, направленных на массовое уничтожение части украинского и других народов бывшего СССР». 
Российские власти активно сносят памятники Голодомору (и политическим репрессиям) на оккупированных территориях Украины (с 2014 года), называя подобные монументы «дезинформацией, искусственно созданной для разжигания ненависти к России».

## Хронология

### 1930-е годы
В начале весны 1933 года в нескольких газетах западных стран публикуется ряд сообщений о ситуации в СССР — от "признаваемых советским руководством «серьезных продовольственных затруднений и ещё более худшей ситуации на Украине, Северном Кавказе, Нижней Волге и ряде других регионов» (Нью-Йорк Таймс) до «повального голода в СССР».
По мере того как озвученное в западной прессе «падение большевистского режима» откладывалось на неясный срок в гитлеровской Германии с июня начинает разворачиваться кампания «против организованного обречения немцев на голодную смерть в СССР», пик которой приходится на июль 1933, когда в Германии проходит ряд митингов и демонстраций, 9 июля немецким красным крестом начинается сбор средств в пользу «страдающих немцев в СССР». С июля аналогичная кампания разворачивается сотрудничавшей с немецкой разведкой ОУН и рядом других украинских эмигрантских организаций в отношении «страдающих украинцев в СССР». По мере того как СССР в июле публикует данные о чрезвычайно высоком урожае зерновых в англоязычной и эмигрантской прессе публикуется доклад немецкого сельскохозяйственного атташе Шиллера Die Krise der sozialistischen Landwirtschaft in der Sowjetunion в котором указывается на голод на Украине. 18 августа 1933 выходит номер Voelkisher Beobachter иллюстрированный фотографиями более чем десятилетней давности поданными как иллюстрации продолжающегося голода в СССР. Вскоре выходит обращение известного поддержкой нацистской идеологии венского кардинала Теодора Инницера призывающего к прекращению разворачивающегося голода, пик которого придется на последующие 4-месяца. Советское правительство ограничивается заявлением о том «что сейчас в СССР нет ни каннибализма, ни кардиналов». Несмотря на ряд сообщений из СССР о том, что голода в нём на текущий момент уже нет, кампания в прессе гитлеровской Германии набирает обороты и довольно активно дублируется в газетах Европы и Северной Америки. В начале сентября 1933 советская сторона организует ознакомительные поездки для журналистов и известных лиц западного мира в ранее закрытые регионы, пострадавшие от голода начала 1933. Отчеты побывавших там журналистов подтверждают официальную советскую информацию о том, что голода действительно нет и урожай действительно высок.
C 1930-х годов антисоветски настроенные украинцы рассматривали Голод 1933 как подтверждение криминальной и антиукраинской сути советского режима. В этих кругах ответственность за Голод возлагалась на московское правительство, которое виделось как коммунистическое и русское. Первая демонстрация против «организованного Советами голода украинцев» прошла 18 ноября 1933 года в Нью-Йорке (США) когда около 8 тысяч демонстрантов требовали от правительства США потребовать чтобы СССР прекратил голод на Украине (согласно лозунгам демонстрантов голод все ещё продолжался). Аналогичные, но менее интенсивные кампании проходили и в польской Галиции, Румынской Буковине и ряде других регионов В конце декабря 1933 в Вене под председательством кардинала Теодора Инницера проходила «межнациональная и межконфессиональной конференции по вопросу голода в СССР» где в очередной раз было провозглашено про продолжающийся в СССР голод и призывы к оказанию помощи. В то же время в США «делегация украинцев Америки» пытается добиться направления комиссии в СССР с целью изучения имеющего в текущий момент голода, но Рузвельт не принимает её делегатов. Летом 1934 ситуация "со все ещё продолжающимся голодом в СССР заслушивается в английском Парламенте Тема намеренно-организованного голода продолжала использоваться как профашистскими кругами в США так и собственно нацистской Германией. Так, в 1934 и 1935 году в прессе был организован ряд публикаций о голоде в СССР, якобы имевшим место на момент появления этих публикаций. Но явные временные и фактические нестыковки в заявленном не позволили достичь желаемого резонанса. Например, американская «Нью-Йорк таймс» 20 февраля 1935 года опубликовала заметку под заголовком «Советские фермеры празднуют успех», в которой было сказано: «… имела место попытка отдельной группы германских издательств представить текущую обстановку как настолько же плохую как и два года назад, или хуже… Совсем недавно […] случилась новая вспышка „пропаганды голода“ в германской и австрийской прессе, с призывами к благотворительным пожертвованиям для „несчастных жертв советского голода.“ Писатель слышал в Берлине, что эта кампания была подкреплена фотографиями, сделанными раньше. Некоторые из них согласно сообщениям даже датируются временем голода на Волге 1921 года. Это излюбленный приём антибольшевистских пропагандистов».
В самом СССР «прорыв в сельском хозяйстве» стал причиной как ряда значительных экономических и внутриполитических преобразований. Так и массовых «чисток партийного и хозяйственного аппарата от пролезшего туда чуждого и разложившегося элемента» начавшихся в декабре 1932 года. До весны 1933 органами ОГПУ «была вскрыта преступная сеть вредителей в высшем руководстве сельского хозяйства»- т. н. группа Вольфа — Конара — Коварского — было осуждено 75 человек, из них 35 к ВМСЗ.
19 марта 1933 года выходит Циркуляр Главного Политического Управления УССР № 65/СПО «О мероприятиях в связи с продзатруднениями в некоторых районах» в которой указывалось следующее:

В результате имевшего место вредительства в сельском хозяйстве Украины, деятельности проникших в колхозы антисоветских и кулацких элементов в ряде сел и колхозов имеются продовольственные затруднения. ЦК партии вынес ряд решений об оказании немедленной продовольственной помощи нуждающимся…

"Вредители стремились направить хозяйство Советского Союза на путь создания диспропорций, путь голода и кризиса…. " — Из 2-го издания итогов выполнения 1-й Пятилетки, 1934 г. В УССР были распущены сохранившиеся с гражданской войны украинские аналоги комбедов — комнезамы (комитеты незаможных селян), члены которых — по отчетам ГПУ УССР, весьма «преуспели» в «левацких перегибах» заготовительных кампаний 1931 и 1932 годов. Всего до октября 1933 по УССР «на руководящую роботу в районы было направлено 1340 товарищей. За это же время более сильными работниками было заменено 237 секретарей райпарткомов, 249 глав райисполкомов, 158 глав районных контрольных комиссий… на Украине организовано 643 политотделы МТС и 203 политотдела совхозов, куда было направлено 3000 руководящих работников, которые сыграли особую роль при введении новых форм и методов руководства социалистическим хозяйством». Более 10 тысяч «проверенных большевиков» было направлено в колхозы и в первичные парторганизации в районах. За тот же период было «вычищено» в УССР более 27 тысяч членов и кандидатов компартии — за «нарушение партийной дисциплины» и как «разложившиеся элементы». В январе 1934 на XVII Съезде ВКП(б) руководители УССР выступят с самообвинениями в «подмене методов эффективного управления голым администрированием и репрессивными методами», нарушениями « требований агротехники, которые ребром также были поставлены товарищем Сталиным и ЦК» и «механическому распределению государственных заданий между колхозами, к пренебрежению конкретной обстановкой в том или другом колхозе». Многие из них, получившие в 1933—1934 незначительные наказания или «переведенные на другие должности», в 1937-1938 получат расстрельные статьи и «официальную» классификацию ответственности за происходившее в начале 1930-х в УССР:

Троцкистские последыши — эти агенты фашизма, пытаясь дискредитировать колхозы в глазах крестьянства и развалить их… Вместе с кулаками и троцкистскими шпионами боролись против колхозов и правые реставраторы капитализма, изменники партии и трудящихся — шпионы иностранных разведок.
Подлые и лютые враги украинского народа, буржуазные националисты, все эти хвыли, любченки — вредительством и провокациями пытались подорвать доверие трудящихся к родной Советской власти, сорвать социалистическое строительство.

### 1940-е годы
Тема намеренно организованного голода «московским жидо-коммунистическим режимом против украинцев» использовалась в пропаганде и публикациях ОУН(б) и ОУН(м) в первые месяцы немецкой оккупации УССР в 1941 году. С 1942 года, после чисток в обеих ОУН, к компании публикации были привлечены и «восточные украинцы». С подачи немецкой администрации в ряде районов началась регистрация и составление списков пострадавших от «московского режима» -«для выплат компенсаций» (чего так и не произошло). Организовывались официально назначенные панихиды по умершим, насыпались мемориальные холмы с крестами. В 1943 количество публикаций о голоде 1933 года в оккупационных изданиях резко возросло, в то время как количество заявленных в них погибших от голода сократилось до 4,8-6 миллионов. Упомянули о голоде 1933 и при торжественном оглашении о создании стрелковой дивизии СС «Галичина».

### 1950-е годы
По мере обострения холодной войны тематика различных аспектов «преступности большевистского режима» находит своё широкое представление в различных изданиях украинской диаспоры по обе стороны Атлантики. Так в феврале 1950 в газете «Українські вісті» выходившей в г. Новый Ульм (ФРГ) появляется статья очень далекого от демографии С. Соснового под названием «Правда про голод на Украине 1932—1933 годов», где без пояснений указывается, что число жертв голода составило 7,5 миллиона человек, а в наиболее голодные месяцы «в УССР ежедневно умирало 25 тысяч человек, или 1000 ежечасно или 17 ежеминутно» (в статье «агранома-экономиста» С. Соснового с таким же названием, вышедшей 3 июня 1943 года в «Миргородских вестях», приводилось число 4,8 млн, а число 6,5 млн указывалось как завышенное).
В период Маккартизма организациями SUZERO (Украинская Ассоциация Жертв Русских Коммунистов) DOBRUS (Демократическая Организация Украинцев-бывших жертв советского режима в США) в двухтомном издании «Black Deeds of The Kremlin» предлагается своя интерпретация истории Голода в УССР — эти издания были рассмотрены как доказательства в работе Парламентской комиссии США по коммунистической агрессии. В ней же вновь отражены цифры Соснового, перебравшегося к тому времени в США В 1953 к 20-летию Голода в Нью-Йорке прошла демонстрация протеста украинцев против убийства голодом 6 миллионов украинцев Россией в 1932 и 1933 годах, организованная Украинским Конгресс Комитетом Америки (Ukrainian Congress Committee of America). Демонстранты несли анти-русские лозунги, а организатор шествия заявил, что «Советы использовали голод для уменьшения украинского населения и для уничтожения политических, культурных и национальных прав Украины».
В 1958 году по запросу Подкомитета по Расследованию Администрации Акта Внутренней безопасности и прочих законодательных актов по внутренней безопасности юридического комитета сената конгресса США (Subcommittee to Investigate the Administration of the Internal Security Act and Other Internal Security Laws of the Committee on the Judiciary) подготавливается аналитический отчет «Советская Империя: Тюрьма народов и наций, Исследование геноцида, дискриминации и превышения власти», в которой упоминается искусственный голод на Украине, повлёкший за собой от 4.8 до 8 миллионов жертв (к конвенции ООН касательно воспрещения геноцида США присоединилась в конце 1989 года). Он рассматривается в ходе слушаний по советскому шпионажу и проникновению коммунизма в США.

### 1970-80-е годы
В 1978 году вышла публикация в которой Голод был назван «анти-украинским Холокостом». История использования трагедии еврейского народа в кругах украинской северо-американской диаспоры относится к началу 60-х когда известный в диаспоре историк, бывшей член УПА-ОУН(б) Лев Шанковский указал «евреи должны стать для нас образцом по отражению нашей истории». В публикациях диаспоры стали широко использоваться перелицованные истории и термины периода второй мировой войны — «украинские гетто», истории про топления украинцев по национальности в баржах, уморению их голодом в закрытых железнодорожных вагонах, и отравление этнически украинских детей эрзац кофеем и т. д. и т. п.- эти истории вошли также в программный труд посвященный голоду в СССР Роберта Конквеста «Жатва скорби» 1986 года.
Качественно новым этапом в истории «намеренного голода организованного режимом» становится период «империи Зла». К 50-летию «Голода-Геноцида» и «Неизвестного Холокоста» «намеренно организованного Москвой для подавления сопротивления Советско-Русскому угнетению и Русскому империализму» и «унесшего жизнь более 7 миллиона этнических украинцев» выходят десятки статей в различных изданиях, организуются симпозиумы, проходят демонстрации под лозунгами обвиняющими «Кремль в геноциде». Рональд Рейган на основании резолюции 111 Конгресса США провозглашает 4 ноября 1984 «Днем памяти Великого Голода на Украине в 1933 году»
С момента активизации поиска нацистских преступников Центром Симона Визенталя в странах Северной Америки, в конце 70-х годов XX века намеренно организованный Голод 1933 становится центральной темой и объединяющей идеей для украинской диаспоры, и в то же время она находит его важным аргументом который позволяет модифицировать сложившийся в Северной Америке стереотип об украинцах из «ответственных за преступления» (погромщики, нацистские коллаборационисты) в «жертв коммунистического режима». Подобный феномен североамериканский историк Джон Пол Химка объясняет тем, что среди некоторых детей послевоенной украинской эмиграции из Галиции или же тех, кто непосредственно участвовал в уничтожении евреев во время немецкой оккупации, сильны попытки в формировании образа «нации — жертвы», в том числе использования примера Голодомора для «приглушения» «тёмных сторон» собственной истории и как контраргумент тому, что их отцы сотрудничали с нацистами.
В феврале 1983 года в Политбюро ЦК КПУ была согласована позиция по поводу мер контрпропаганды. Так, заведующий отделом зарубежных связей ЦК КПУ А. Меркулов и заведующий отделом пропаганды и агитации ЦК КПУ Л. Кравчук в качестве ответных мер предлагали «продолжать пропаганду аграрной политики ЦК КПСС и исторического опыта партии в осуществлении ленинского кооперативного плана, осуществления Продовольственной программы, достижений сельского хозяйства Советской Украины и преобразований в деревне, ставших возможными благодаря победе колхозного строя». Указанная тематика учитывала пожелания Главной редакции Северной Америки АПН в Москве и бюро АПН в Канаде. Украинское отделение АПН должно было подготовить материалы, «показывающие антинародную сущность украинского буржуазного национализма, сотрудничество бандеровцев с гитлеровскими фашистами в годы Второй мировой войны».
В апреле 1983 года Консульство СССР в Канаде выпускает пресс-релиз в котором подтверждается «существование серьезных продовольственных трудностей» в УССР в указанный период, но отрицается представляемая канадской диаспорой история «практически полном коллапсе, со вкусом общенациональной трагедии и 7-10 миллионами погибших этнических украинцев».
В сентябре 1984 года стало ясно, что правительство США намерено придать проблеме голода международный резонанс. Сенат США начал прорабатывать законопроект и две резолюции в связи с голодом на Украине в 1932-33 гг. Аналогичные законопроект и резолюция были внесены в палату представителей конгресса США. Предполагалось создание правительственных комиссий для «выяснения роли советского правительства в трагедии на Украине и ознакомления с этим общественности». Первоначальный план предусматривал, что в составе комиссии будет 21 человек. Комиссия должна была работать в течение 3-х лет, а на её финансирование предполагалось выделить свыше 3 млн долл. из государственного бюджета США. Правительство СССР ожидало опубликования соответствующего заявления и публичного выступления Президента США Рейгана с осуждением СССР.
12 октября 1984 года комиссия была образована — правда, её состав был сокращен до 15 человек, мандат ограничен двумя годами, а ассигнования сокращены до 400 тыс. долл. В состав комиссии вошли два сенатора, четыре конгрессмена, три представителя исполнительной власти и шесть представителей украинской общественности. Руководителем комиссии был назначен Джеймс Мейс. Комиссия пришла к выводу, что жертвы массового голода были «заморены до смерти рукотворным голодом» и «Сталин и его окружение совершили геноцид против украинцев в 1932—1933 гг.».
Однако в подготовленном комиссией докладе не были представлены убедительные доводы в пользу выдвинутого тезиса о целенаправленном геноциде украинского народа. Её выводы были во многом основаны на источниках, не поддающихся проверке. Руководство УССР после того, как стало известно о создании американской комиссии, решило создать свою комиссию. Одним из её членов был С. В. Кульчицкий, историк с экономическим образованием. Комиссия осудила предвзятость подхода американских коллег (см. С. В. Кульчицький «1933: трагедія голоду.» — К., 1989). По словам Кульчицкого, «Едва ли можно утверждать, что в национальной политике в СССР не было ошибок или отклонений. Имели место серьёзнейшие, широкомасштабные и трагические ошибки. Однако, несмотря на это, все попытки выделить страдания украинского народа путём затушевывания или преуменьшения тягот, выпавших на долю других наций (а именно этот способ избирается украинскими националистами, особенно когда речь заходит о русских), несут на себе отпечаток недостатка сознательности со стороны исследователей, а также их очевидной склонности к фальсификации».
После оглашения итогов работы комиссии, как неоднократно жаловался Мейс, перед ним закрылись двери академических институтов США.
25 декабря 1987 года первый секретарь ЦК КПУ В. В. Щербицкий в докладе на торжественном заседании, посвященном 70-летию установления советской власти на Украине, впервые официально упомянул факт существования голода. Он сказал следующее: «Неоправданное форсирование темпов, преимущественно административные методы руководства, грубые нарушения принципа добровольности, искривление линии в отношении к середняку и в борьбе против кулачества очень осложнили обстановку на селе. Прибавилась ещё и сильная засуха. Все это обусловило серьёзные продовольственные трудности в конце 1932 — начале 1933 г., а в ряде сельских местностей и голод. На Западе написано разное о том трудном времени. Не прекращаются политические спекуляции и сегодня. Однако правда состоит в том, что Советское правительство в тех условиях сделало все возможное, чтобы помочь населению районов Украины, Дона и Кубани, Поволжья, Южного Урала и Казахстана, пострадавших от этого бедствия».
18 февраля 1988 года «Литературная Украина» опубликовала доклад Алексея Мусиенко на партийном собрании Киевской организации СП УССР. В своем докладе писатель возложил вину за голодомор на Сталина, жестко требовавшего неукоснительного выполнения плана хлебозаготовок. По словам Кульчицкого, именно Мусиенко впервые ввел в оборот слово «голодомор» применительно к голоду на Украине. В то же время в отчете Конгрессу США указывалось что заместитель секретаря по идеологии парторганизации киевского отделения Союза Писателей УССР О. Мусиенко в своей речи для описания голода 1932-33 годов употребил часто используемый в украинской диаспоре неологизм «голодоморд» (убийство голодом).
В начале июля 1988 года на XIX конференции КПСС в Москве выступил Борис Олейник. Остановившись на сталинском терроре 1937 года, он целиком неожиданно для присутствующих завершил эту тему так: «А поскольку в нашей республике гонения начались задолго до 1937-го, надо выяснить ещё и причины голода 1933-го, который лишил жизни миллионы украинцев, назвать поименно тех, по чьей вине произошла эта трагедия».
В 1988-89 заседает Международная комиссия по расследованию голода на Украине — инициированная и фактически финансируемая «Всемирным конгрессом свободных украинцев» (организация создана в 1967-х как попытка объединения сил ОУН(б), ОУН(м) и других конфликтующих между собой националистических организаций для формирования «единого анти-большевистского фронта» про поддержке различных спецслужб западных стран), несмотря на усилия истца (он же инициатор) приходит к двум взаимоисключающим выводам: «о возможности существования составляющих элементов геноцида» и «недоверию к высказаным истцом утверждению о том что голод 1932-33 года был системно организованным событием для уничтожения украинской нации», «комиссия на основе представленных истоцом доказательства не смогла обнаружить и подтвердить существование плана по организации голода на Украине».

### 2000-е годы
В начале века украинская власть вновь вспомнила о голоде 1932—1933 годов. По мнению канадского ученого Frank E. Sysyn, появление Указа Президента Кучмы в 2002 году было вызвано необходимостью привлечь патриотический украинский электорат, а широкое внимание к этой трагедии было частью президентской политической тактики на фоне происходящей перестройки на властном олимпе.
- 28 ноября 2002 года Верховная рада Украины приняла Постановление (№ 2432 от 21 ноября 2002 года) «О проведении парламентских слушаний в память жертв голодомора 1932-33 годов». Во исполнение этого постановления 14 мая 2003 года состоялось специальное заседание Верховной рады Украины, в котором не приняла участие лишь фракция КПУ. (1). КПУ выступила с заявлением, в котором они в очередной раз подтвердили свою позицию о признании голода 1932-33 годов трагической страницей в истории народа, за которую несёт ответственность не только тогдашнее партийно-государственное руководство, но и неблагоприятные природные условия. Участники заседания в Верховной раде приняли Обращение к украинскому народу, в котором заявили, что «…голодомор 1932—1933 годов был сознательно организован сталинским режимом и должен быть публично осуждён украинским обществом и международным сообществом как один из наибольших по количеству жертв в мировой истории факт геноцида».
- В сентябре 2003 года президент Украины Леонид Кучма, выступая перед участниками 58-й сессии Генеральной ассамблеи ООН в Нью-Йорке, призвал их поддержать инициативу Украины отдать дань уважения со стороны международного сообщества памяти погибших «во время Голодомора 1932—1933 годов». МИД Украины и представительство Украины в ООН подготовили соответствующий проект Резолюции 58-й сессии Генеральной Ассамблеи ООН с осуждением голодомора 1932—1933 годов на Украине и признанием его актом геноцида. Проект был принят в виде «Совместного заявления делегаций Азербайджана, Бангладеш, Беларуси, Бенина, Боснии и Герцеговины, Гватемалы, Грузии, Египта, Казахстана, Канады, Катара, Монголии, Науру, Объединенных Арабских Эмиратов, Пакистана, Республики Молдова, Российской Федерации, Саудовской Аравии, Сирийской Арабской Республики, Соединённых Штатов Америки, Судана, Таджикистана, Тимора — Лешти, Украины, Ямайки по случаю семидесятой годовщины Голодомора — Великого голода 1932—1933 годов на Украине» (русскоязычная версия документа А/С.3/58/9 Третьего Комитета), с присоединившимися к заявлению позднее делегациями Аргентины, Ирана, Кувейта, Киргизии, Непала, Перу, Республики Корея, Южной Африки, бывшей Югославской Республики Македонии, Туркмении и Узбекистана (A/C.3/58/9/Add.1). В этом документе говорилось:

«В Советском Союзе миллионы мужчин, женщин и детей пали жертвой жестоких действий и политики тоталитарного режима. Великий голод 1932—33 гг. на Украине (Голодомор) унёс 7—10 миллионов невинных жизней и является национальной трагедией украинского народа… …Отмечая 70-ю годовщину украинской трагедии, мы также отдаем дань памяти миллионам русских, казахов и представителей других национальностей, умерших от голода в Поволжье, на Северном Кавказе, Казахстане и других районах бывшего Советского Союза вследствие гражданской войны и принудительной коллективизации, что оставило глубокие незаживающие раны на сознании будущих поколений».
Впрочем, указанное число жертв голода было политически мотивированным нежели отражало реальное количество жертв — или как выразился профессор Кульчицкий «было взято с потолка».
- 19 июня 2003 года сенат Канады принял резолюцию, в которой содержался призыв к правительству страны признать голод геноцидом украинского народа.
- 23 сентября 2003 года сенат Аргентины принял «Декларацию памяти жертв Голодомора на Украине».
- 31 октября 2003 года сенат Австралии принял резолюцию, в которой голод на Украине назван «одним из самых ужасных проявлений геноцида в истории человечества».
- 24 ноября 2003 года парламент Венгрии принял постановление, в котором охарактеризовал голод 1932—1933 годов как «геноцид, заранее спланированный сталинско-советским режимом».

С момента вступления в должность президента Виктор Ющенко стал добиваться признания голода 1932—1933 годов геноцидом украинского народа. С 2005 года тема голода 1932-1933 годов становится одним из элементов формирования новых национальных символов прошлого, которые должны стать основой формирования единой национальной идентичности для всей Украины. Одним из основных элементов этого формирования должна стать «объективная и справедливая история украинского народа», формируемая созданным согласно Указу Президента Ющенко Институтом национальной памяти. С этого же года эта тема стала основополагающей во внешнеполитической пропагандистской деятельности Украины и одной из ключевых тем её внутренней политики. Основной целью стало получение международного признания голодомора в качестве акта геноцида. С того же момента президент Ющенко и его секретариат в заявлениях связанных с голодом оперируют цифрами «7-10 миллионов убиенных украинцев» несмотря на то, что научно-обоснованное число демографических потерь составляет от 2,2 до 3,5 миллионов.
- 24 ноября 2005 года Сейм Литвы принял декларацию, в которой назвал голод 1932—1933 годов «тщательно спланированным геноцидом народа Украины» .
- 3 января 2006 года на волне антироссийских настроений в Грузии, парламент этой страны заявил, что «большевистским режимом» в 1932—1933 годах был осуществлён «преднамеренный геноцид украинского народа» .
- 21 апреля 2006 года глава МИД Украины Борис Тарасюк, участвовавший в заседании Совета глав МИД стран СНГ в Москве, предложил внести в повестку дня заседания вопрос о признании голодомора 1932—1933 годов актом геноцида украинского народа. Глава МИД России Сергей Лавров, однако, заявил, что «обсуждение этого вопроса уже проходило в узком составе, но консенсуса не было достигнуто», а поэтому «последствия коллективизации во времена СССР должны рассматривать историки». Внесение этого вопроса в повестку заседания помимо Украины поддержали члены ГУАМ — Грузия, Молдавия и Азербайджан, против высказались Россия, Белоруссия, Киргизия, Таджикистан и Узбекистан, воздержались Армения, Туркмения и Казахстан. В связи с этим Борис Тарасюк заявил, что СНГ «показало свою неэффективность» и «не имеет перспективы в будущем» в нынешнем формате, поскольку «СНГ не реагирует на ситуации, являющиеся наиболее чувствительными для стран-участниц СНГ». Комментируя позицию России, Борис Тарасюк заметил, что Россия, с одной стороны, пытается утвердить себя как государство-правопреемник СССР, а с другой стороны — «отказывается брать на себя ответственность за те преступления, которые совершала страна, правопреемницей которой она является».
- В октябре 2006 года Всемирный конгресс Украинцев (организация ранее известная как «Всемирный конгресс свободных украинцев», создана в 1967 как попытка объединения сил ОУН(б), ОУН(м) и других конфликтующих между собой националистических организаций для формирования «единого анти-большевистского фронта») создал «Международный комитет Голодомора» (МКГ). Целями данного комитета Указывалось:

- усилить принятие резолюций про Большой Голод как геноцид Украинского народа в парламентах стран мира с кульминационной подачей во время сессии ООН Правительством Украины в 2007 году
- изготовить универсальный плакат для общего использования на мировом уровне
- обеспечить просмотр существующих материалов про Голод в школьных программах, приготовить изменения и дополнения для широкого распространения
- исследовать возможность проведения судебных дел от имени жертв Большого Голода против Российской Федерации, как наследницы интересов СССР, а также против западных корпораций, которые несправедливо нажились в результате Большого Голода.

В марте 2007 года была оформлена форма сотрудничества с Секретариатом Президента Украины (СПУ) и прошёл ряд встреч членов МКГ с Президентом В. Ющенко, и. о. Главы СБУ В. Наливайченко, Главой наблюдательного совета фонда «Украина-3000» К. Ющенко (супругой В. Ющенко, бывшей ранее членом СУМ (молодёжное крыло ОУН(б) и главой Вашингтонского бюро УККА(одного из основных членов Всемирного конгресса Украинцев), также находившегося под влиянием ОУН(б)).
МКГ навязал СПУ практически ежедневное деловое и эффективной сотрудничество с ним.
В мае 2007 года МКГ и СПУ и Украинский Институт Национальной Памяти (УИНП) подписали совместный Рабочий План на 2007—2008 годы и Меморандум о сотрудничестве. В меморандуме стратегической целью указывалась формирование национального консенсуса в украинском обществе в понимании этой страницы истории и международное признание голодомора геноцидом. В рабочем плане очерчивались основные направления деятельности подписантов. В частности: лоббирование поставленных задач среди «знаковых» политиков мира (для запланированного принятия «признательной» резолюции ООН в 2008 году), В Европарламенте для принятия аналогичной резолюции предполагалась «разъяснительная работа с сочувствующими Украине депутатами», "обращения к «знаковым депутатам». На УИНП полагалась задача «инвентаризации архивов и выявление фактов уничтожения документов». СПУ должен был обеспечить возведение Мемориала жертв голодомора в Киеве к ноябрю 2008 года. План включал в себя проведение пропагандистской кампании, включавшей PR-кампанию на международном уровне.
- 28 ноября 2006 года Верховная рада приняла закон «О голодоморе 1932—1933 годов на Украине». «Голодомор 1932—1933 годов на Украине является геноцидом украинского народа», — говорится в первой статье принятого законопроекта, согласно которому публичное отрицание Голодомора 1932—1933 годов является надругательством над памятью миллионов жертв Голодомора и унижением достоинства украинского народа. Президент Ющенко внёс поправки к этому закону, позволяющие привлекать к ответственности лиц, публично оспаривающих версию событий 1932—1933 гг, изложенную в законе. Также им были предложены изменения к уголовному кодексу (новая статья) предусматривающая уголовную ответственности лиц, высказывающих мнения о том, что событие 1932-33 не является геноцидом. В 2008 году выводом главного научно-экспертного управления Верховной Рады Украины было отмечено несоответствие этого законопроекта ряду норм Конституции Украины[44], а сам подход был характеризован как «аналогичный наиболее одиозным нормам законов Средневековья, по которым преследовались высказывающие отличные от „официальной“ точки зрения на научные и религиозный тематики».
- 25 июня 2007 года Конгресс депутатов Королевства Испания признал Голодомор 1932-33 годов на Украине актом геноцида украинского народа .
- 6 июля 2007 года Конгресс Республики Перу (парламент) принял резолюцию по поводу 75-летия Голодомора на Украине, признав его геноцидом украинцев .
- 20 октября 2007 года Французская национальная ассамблея зарегистрировала законопроект «О признании голодомора 1932—1933 гг. геноцидом украинского народа».
- 30 октября 2007 года Национальный конгресс Республики Эквадор принял резолюцию о признании голодомора на Украине геноцидом.
- На 34-й сессии генеральной конференции ЮНЕСКО, 1 ноября 2007 года 193 странами была принята резолюция «О почтении памяти жертв голодомора на Украине». Однако в ней голодомор не признаётся геноцидом украинского народа.[45]
- В феврале 2008 года Мексика и Парагвай признали Голодомор 1932—1933 годов актом геноцида украинского народа.
- 13 марта 2008 года Сейм Латвии в результате продолжительной и острой депутатской полемики, принял декларацию о признании Голодомора на Украине геноцидом украинского народа: «Мы признаем сталинский Голодомор, осуществлявшийся в 1932—1933 годах, геноцидом украинского народа».[46]
- 11 мая 2008 года — Европейский студенческий союз (ESU) призвал парламенты государств Европы признать Голодомор 1932-33 годов геноцидом и осудить его как преступление против человечества.[47]
- 24 сентября 2008 года Делегация Украины в Совете ООН по правам человека не получила поддержки и вынуждена была официально отозвать внесённый ею ранее проект резолюции «Память о Голодоморе 1932—1933 годов на Украине».
- В июле 2008 года СБУ обнародует список[48] «причастных к организации и осуществлению Голодомора на Украине в 1932—1933 годах и репрессиям» из 19 фамилий, среди которых преобладали еврейские (если человек менял имя и фамилию, то в скобках указывается его первоначальные имя и фамилия). Этот факт вызвал появление открытого заявления Украинского еврейского комитета в котором указывалось, что «Список ... фактически возлагает этническую ответственность за трагедию Голодомора на евреев и латышей», «В списке опубликованы фамилии работников ОГПУ, которые в силу своих должностей не могли иметь непосредственное отношение к репрессиям. Так, например, указываются фамилии начальников статистического и транспортного отделов ОГПУ», Также УЕК считает неуместным упоминание в данном списке фамилии Ивановского (Гибшмана) Израиля Давыдовича, начальника ЕКВ ПП ОДПУ в Крыму «Не снимая с него ответственности за преступления сталинизма, хотим напомнить, что Крым в то время был частью Российской Федерации, а не Украины», — отмечается в заявлении[49][50]. Кроме Ивановского в списке есть ещё один работник Крымской АССР РСФСР.
- К заседанию Всемирного конгресса Украинцев в августе 2008 к 19 фамилиям своего списка СБУ  добавили ещё 15 человек.[51]
- 23 октября 2008 года Европейским Парламентом была принята резолюция P6_TA-PROV(2008)0523 незаконодательного характера (non-binding resolution) «В ознаменование годовщины Голодомора, искусственного голода на Украине (1932—1933)». Исходя из того, что «голод был жестоко и цинично спланирован Сталинским режимом с целью проведения коллективизации в Советском Союзе против воли сельского населения Украины» члены Европейского парламента в обращении к народу Украины и в особенности к оставшимся в живых после Голодомора и к семьям и родственникам близких задекларировали признание Голодомора (искусственного голода на Украине 1932—1933) как ужасающего преступления против Украинского народа, и против человечности. Также в резолюции порицаются эти действия, направленные против украинского крестьянства, и высказывается симпатия к Украинскому народу, пострадавшему от этой трагедии, и скорбь по умершим вследствие искусственного голода 1932—1933 годов. В резолюции высказан призыв к странам, образовавшимся в результате распада СССР, открыть архивы по Голодомору на Украине 1932-33 годов для исследований и выяснения причин и последствий[52].

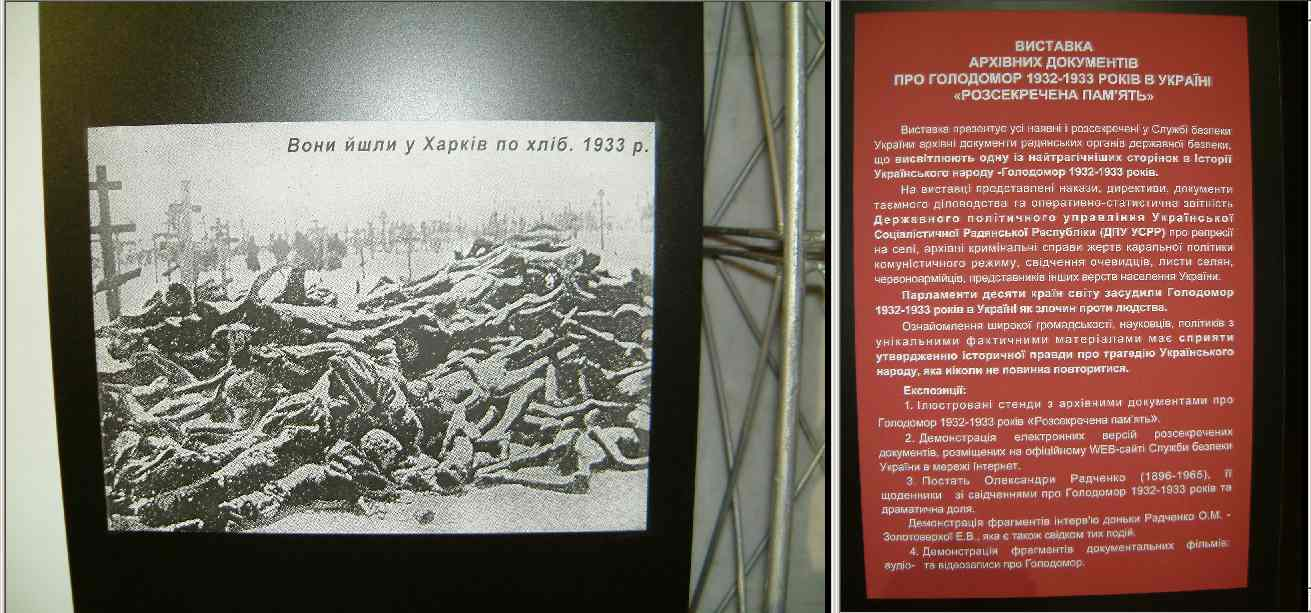
Один из «архивных документов», представленных СБУ на выставке 2006 года. На фотографию нанесен текст «Они шли в Харьков за хлебом. 1933 г.»

- 22 мая 2009 года глава Службы безопасности Украины на встрече с представителями Всемирного конгресса украинцев заявил о возбуждении уголовного дела «по факту совершения Геноцида на Украине в 1932—1933 годах». Было также оглашено, что к этому времени уже выявлены 136 лиц, «ответственных за голодомор-геноцид» (по части известны только фамилии)[53].

### 2010-е годы
В апреле 2010 года президент Украины Виктор Янукович заявил, что массовый голод в 1930-х годах нельзя считать геноцидом украинцев.
28 апреля 2010 года Парламентская ассамблея Совета Европы отказалась признать голод в СССР 1930-х годов геноцидом украинского народа.
В декабре и апреле 2018 года Конгресс США и Сенат США признали голодомор геноцидом украинского народа.

### 2020-е годы
6 апреля 2022 года парламент Чехии признал Голодомор геноцидом украинского народа.
26 апреля 2022 года сенат Бразилии признал Голодомор геноцидом украинского народа.
23 ноября 2022 года парламент Румынии признал Голодомор геноцидом украинского народа.
24 ноября 2022 года сенат Ирландии признала Голодомор геноцидом украинского народа.
24 ноября 2022 года парламент Молдовы признал Голодомор геноцидом украинского народа.
В октябре 2022 года оккупационные власти Мариуполя демонтировали установленный в 2004 году мемориал жертвам голодомора, видя в монументе символ дезинформации на государственном уровне и отрицая сам факт Голодомора на Украине.
30 ноября 2022 года Бундестаг выпустил резолюцию, которая признает Голодомор геноцидом украинского народа. Массовая смерть от голода не была результатом неурожая, а была ответственностью политического руководства Советского Союза при Иосифе Сталине. Голодомор представляет собой «преступление против человечества», с сегодняшних позиций «очевидна историко-политическая классификация этого события как геноцида», сообщают депутаты.
15 декабря 2022 г. Европейский парламент признал Голодомор, вызванный советским режимом на Украине в 1932—1933 годах, геноцидом.
1 февраля 2023 года парламент Болгарии признал Голодомор геноцидом украинского народа.
10 марта 2023 года Федеральный парламент Бельгии поддержал резолюцию о признании Голодомора геноцидом украинского народа.
23 марта 2023 г. Альтинг Исландии признал Голодомор геноцидом украинского народа.
28 марта 2023 г. Национальное собрание Франции приняло резолюцию, в которой признает Голодомор 1932—1933 годов геноцидом украинского народа. 17 мая 2023 г. Сенат Франции одобрил резолюцию о признании Голодомора 1932—1933 годов геноцидом украинского народа.
23 мая 2023 г. Парламент Словении принял декларацию о признании Голодомора 1932—33 годов геноцидом украинского народа.
25 мая 2023 г. Палата общин Великобритании приняла решение о признании Голодомора 1932—1933 года геноцидом украинского народа.
13 июня 2023 г. Палата депутатов Люксембурга приняла резолюцию о признании Голодомора 1932—1933 годов геноцидом украинского народа.
15 июня 2023 года Правительство Республики Хорватия признало Голодомор 1932—1933 годов геноцидом народа Украины, поддержав инициативу Сабора по принятию декларации.
21 июня 2023 г. Национальный совет Словакии признал Голодомор геноцидом украинского народа.
7 июля 2023 года Палата представителей Нидерландов признала Голодомор 1932—1933 годов геноцидом украинского народа.
26 июля 2023 года Сенат Италии признал Голодомор геноцидом украинского народа.
12 октября 2023 года Парламентская ассамблея Совета Европы проголосовала за признание Голодомора актом геноцида украинского народа.
25 октрября 2023 г. валлийский Сенедд поддержал резолюцию с признанием Голодомора 1932—1933 годов геноцидом украинского народа.
24 сентября 2024 года Национальный совет Швейцарии признал Голодомор 1932-33 годов геноцидом украинского народа.